# Discours décisif
Le Discours décisif (ou Livre du discours décisif où l'on établit la connexion existant entre la révélation et la philosophie, arabe : Fasl al-maqâl fîmâ bain ashsharî'ah wa al-hikmah min al-ittisâl) est un texte d'Averroès datant de 1179. C'est une fatwa (consultation juridique) qui pose la question de savoir s'il est recommandé, obligatoire ou interdit de pratiquer la philosophie du point de vue de la juridiction islamique. En tant que cadi de Cordoue, Averroès cherche à démontrer que la philosophie est obligatoire pour les savants. Il ajoute cependant que la philosophie n'est pas appropriée pour ceux qui n'ont pas les capacités de maîtriser la démonstration rationnelle. Ceux-ci doivent se contenter du sens obvie du Coran. Averroès répond ainsi à ceux qui pensent que la philosophie détourne les hommes de la religion : ce n'est le cas que si elle est pratiquée par ceux qui n'en ont pas la compétence.

## Statut de l'œuvre
Alain de Libera, philosophe et médiéviste, pense que le Discours décisif est le texte « le plus représentatif » de « l'homme, l'œuvre et l'époque ». Il affirme que c'est davantage une œuvre juridique que théologique ou philosophique.
Dans le droit musulman (fiqh), un acte peut avoir cinq statuts : permis, obligatoire ou recommandé, blâmable ou interdit. La question du Discours décisif est de savoir laquelle des cinq caractérisations convient à la philosophie. Averroès veut démontrer que la philosophie est recommandée ou obligatoire, notamment pour le savant. L'ouvrage s'adresse au public cultivé de son époque en Al-Andalus, c'est-à-dire les juristes mâlikites, les théologiens asharites et les dépositaires du pouvoir politique, les Almohades. Averroès est très respecté des autorités et du peuple à ce moment de son existence (en 1179).
Le médiéviste Rémi Brague, contrairement à Alain de Libera, cherche à relativiser l'importance de l'ouvrage à la fois dans l'œuvre totale d'Averroès et dans l'interprétation de la philosophie de ce dernier. Selon lui, le Discours décisif a principalement servi dans nos sociétés actuelles à fabriquer le mythe d'un Averroès « tolérant », alors qu'il ne représente qu'un faible nombre de pages dans tous les écrits du philosophe andalou, et qu'il n'est pas spécialement original.

## Traductions
Léon Gauthier traduit le Discours décisif en 1909 à Alger sous le titre Accord de la religion et de la philosophie. Marc Geoffroy le retraduit en 1996 chez Flammarion sous le titre Discours décisif.

## Contenu

### Les trois classes d'esprits
Averroès distingue dans l'ouvrage (§16-17) trois types d'arguments hérités de la logique d'Aristote, qui correspondent à « trois classes d'esprits », explique Alain de Libera. Il s'agit des arguments démonstratifs, dialectiques et rhétoriques. Les arguments démonstratifs sont propres aux philosophes et inaccessibles aux autres classes d'esprits. Ils reposent sur la capacité de construire et comprendre des syllogismes rationnels, sans l'intermédiaire d'images ou d'opinions courantes. Les arguments rhétoriques s'appuient sur des images, ils sont communs à tous les hommes et sont utilisés dans le Coran pour présenter les vérités religieuses au plus grand nombre. Les arguments dialectiques ne concernent que les théologiens qui sont à la fois inaptes aux raisonnements démonstratifs, et capables d'aller au-delà du sens obvie du texte révélé. Cette distinction entre trois types d'hommes et d'arguments correspond pour Averroès à la parole coranique (XVI, 125) « Appelle les hommes dans le chemin de ton Seigneur, par la sagesse et par la belle exhortation ; et dispute avec eux de la meilleure manière ».
Serge Cospérec, dans son étude du Discours décisif, résume ainsi : « la foule ne peut assentir à la vérité (et y être conduite) QUE par des arguments « rhétoriques » (sensibles, imagés). C'est pourquoi le Coran abonde en figures poétiques ». Les arguments dialectiques, quant à eux, sont le propre des théologiens prompts à la dispute, incapables de s'accorder sur la vérité. L'usage de la dialectique mène au scepticisme, c'est-à-dire à la controverse entre sectes opposées qui s'accusent mutuellement d'être infidèles, et ne peuvent se mettre d'accord.
Averroès critique les méthodes dialectiques des asharites qui mènent selon lui au « sectarisme ». Il leur reproche de nier le caractère nécessaire de certaines vérités comme « l'existence de causes nécessaires aux effets, l'existence de formes substantielles et de causes secondes ». Il soutient que les asharites défendent des thèses sophistiques, condamnent ceux qui ne comprennent pas Dieu selon leurs propres méthodes, et sont en définitive des « oppresseurs » pour les musulmans, selon Alain de Libera dans son introduction au Discours décisif.

### L'interprétation du Coran
Averroès distingue trois types d'énoncés dans le Coran, qui appellent des attitudes différentes selon les classes d'hommes. Il y a les énoncés univoques, équivoques et ceux qui « hésitent » entre les deux, résume Alain de Libera. La foule, majorité des hommes, doit lire le Coran dans son sens obvie, et n'a pas le droit d'interpréter le texte affirme Averroès. Le philosophe en revanche, puisqu'il est capable de distinguer ce qui doit se comprendre dans le sens obvie et ce qui doit être interprété, a le devoir d'interpréter le sens des énoncés équivoques et hésitants. C'est la méthode démonstrative. Pourtant, cette méthode ne doit pas être divulguée à la foule selon Averroès. En effet, si la foule savait que le sens obvie n'est pas toujours le plus approprié, elle tomberait dans une forme de scepticisme et d'infidélité. Averroès interdit donc la divulgation des écrits du genre démonstratif : seuls les écrits qui usent de la rhétorique doivent être accessibles à la foule. Il reproche ainsi à des théologiens comme Al-Ghazâlî la confusion des genres, c'est-à-dire l'utilisation dans un même livre de la rhétorique et du syllogisme, ce qui ne peut manquer de diffuser l'infidélité selon Averroès. Il accuse même Al-Ghazâli d'être un éclectique supposé : « il est ash'arite avec les Ash'arites, soufi avec les Soufis, philosophe avec les Philosophes », explique Alain de Libera.

## Postérité
L'ouvrage n'est pas traduit au Moyen Âge européen et n'aura pas d'impact dans le monde chrétien, contrairement aux Commentaires d'Aristote écrits par Averroès. Le dominicain Raymond Martin traduit seulement l'« Appendice » en 1278 dans le Pugio Fidei. Le Discours décisif intégral sera publié en langue originale en 1859 et traduit en 1875 par l'orientaliste allemand M. J. Müller.
En revanche, il sera très commenté dans la philosophie juive au Moyen Âge, notamment par Shem Tov Falaquera (de façon « muette » cependant), et peut-être par Moïse Maïmonide dans le Guide des égarés. Falaquera fait de la philosophie la « sœur jumelle de la Loi » (Legis gemella soror), à la suite d'Averroès qui en fait sa « sœur de lait », reprenant la thématique du titre du Discours décisif « sur la connexion entre la Révélation et la philosophie ».
Les auteurs juifs parlaient l'arabe et avaient donc un accès direct au texte, contrairement aux Latins. De plus, l'ouvrage sera traduit en hébreu au XVe siècle, et il sera commenté à la Renaissance par l'averroïste Élie del Medigo.
Le discours a également une influence importante au moment de la Nahda, au XIXe siècle, la renaissance ou « Réveil » dans le monde arabe. Marc Geoffroy montre quels sont les auteurs qui le commentent.